# Henschel Hs 124
Le Henschel Hs 124 était un prototype de chasseur-bombardier lourd de l'entre-deux-guerres.